# Mlakovac
Mlakovac – wieś w Chorwacji, w żupanii karlowackiej, w gminie Krnjak. W 2011 roku liczyła 118 mieszkańców.